# Festival de shopping de Dubaï

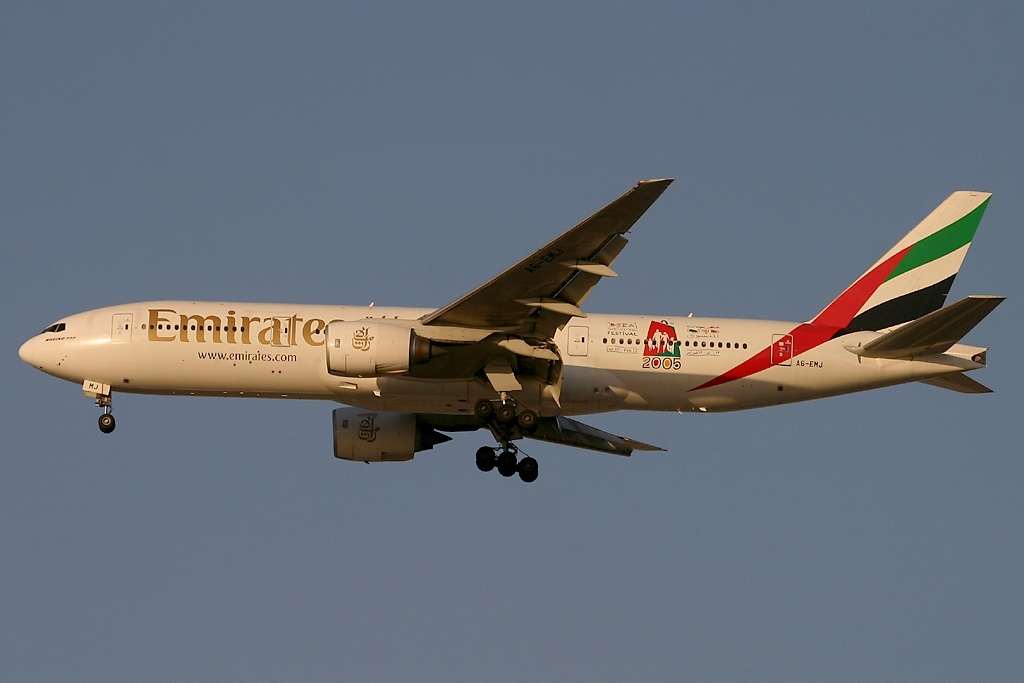
Un Boeing 777 d'Emirates aux couleurs du festival 2005.

Le festival de shopping de Dubaï (en anglais Dubai Shopping Festival) est un festival né le 15 février 1996 et centré sur la promotion de Dubaï comme ville commerçante, en pointe dans le commerce de détail. Il est organisé comme une attraction touristique (rare en son genre) et se déroule pendant un mois dans le premier trimestre de l'année.
Le festival de shopping de Dubai a été reporté en 2006 à la suite du décès du Cheikh Maktoum ben Rachid Al Maktoum.